# José María Millares
José María Millares Sall (Las Palmas de Gran Canaria, 28 de enero de 1921 - Las Palmas de Gran Canaria, 8 de septiembre de 2009) fue un poeta canario y compositor de letra y música de canciones populares tan conocidas en Canarias como Campanas de Vegueta y De Belingo.

## Biografía

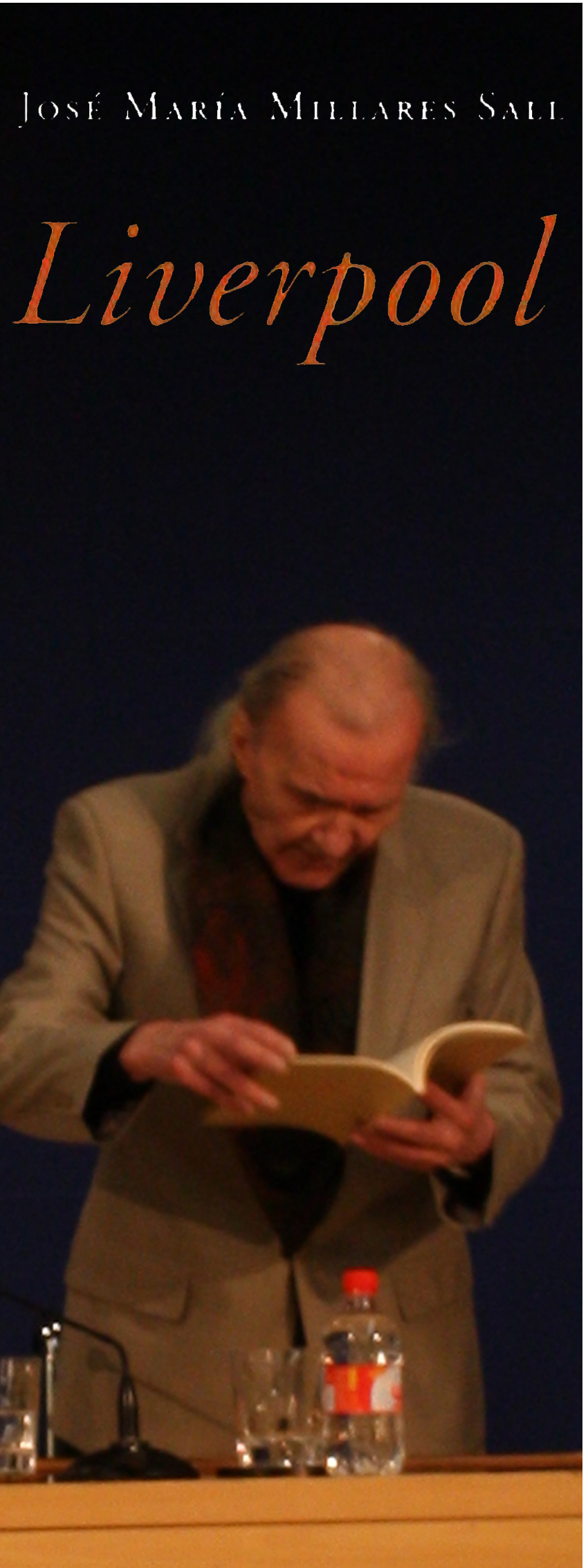
Homenaje a José María Millares Sall en 2009

Nace en Las Palmas de Gran Canaria, el 28 de enero de 1921 en el viejo barrio grancanario de Vegueta, en el seno de una familia de artistas e intelectuales  que le aportó una atmósfera propicia para el desarrollo de su vocación. Fueron sus hermanos el también poeta Agustín Millares Sall, los pintores Manolo Millares y Eduardo Millares, el timplista Totoyo Millares y la pintora indigenista Jane Millares Sall. Su juventud y estudios se verán interrumpidos por la guerra civil y la inmediata posguerra, al tiempo que su vida familiar se ve dramáticamente condicionada por la persecución y depuración política a la que se ve sometido su padre, el también escritor Juan Millares Carló, entonces catedrático de Enseñanza Media, en el Instituto de Arrecife (Lanzarote). José María se ve obligado por ello a desempeñar un trabajo administrativo, al tiempo que inicia su actividad como escritor, movido por el ambiente familiar donde, desde generaciones, se habían desarrollado diversas actividades intelectuales y artísticas. 
De 1946 datan sus primeras entregas poéticas, en la colección Cuadernos de Poesía y Crítica que animaba, en Las Palmas, el ensayista Juan Manuel Trujillo. En 1947 será uno de los poetas que se incorporan a la Antología Cercada, primera tentativa – tímida aún- de poesía social.
En 1948 funda y dirige la colección Planas de Poesía, a la que incorpora a su hermano Manolo Millares, pintor, y más tarde a su otro hermano, el poeta Agustín Millares Sall. El primer volumen de la colección será su libro Liverpool, una rareza en aquel momento poético, que todavía hoy sorprende por su particular vitalidad expresiva. En 1951, publica Manifestación de la Paz. Planas de Poesía, con dieciocho entregas hasta ese momento, será suspendida por orden gubernativa, siendo procesados y encarcelados sus más directos responsables.
En 1952 contrae matrimonio con la también poeta Pino Betancor Álvarez (1928-2003). Excedente el poeta de su trabajo administrativo, el matrimonio se traslada a Madrid en 1956, ciudad en la que residirá hasta 1960. Una etapa de fecundidad creadora y de contactos con los escritores del momento: Leopoldo de Luis, Gabriel Celaya, José Luis Cano, José Hierro o Jorge Campos, entre otros. Participa en las tertulias de la revista Insula, en la calle del Carmen. Por un corto período, regresan a Las Palmas para volver a Madrid, ahora con un traslado a las oficinas centrales de la empresa naviera en la que trabajaba el poeta. Son años de abandono obligado de la actividad literaria. Sin embargo, se va sucediendo la aparición de diversos libros del poeta. A finales de los años setenta, el matrimonio fija su residencia en Las Palmas, y la entrega de nuestro escritor a la poesía será cada vez más intensa y continuada. Por esos años Planas de Poesía vuelve a publicarse durante un corto período. No obstante, cultiva también la pintura y la música y escribe textos para la música y la canción populares. En 1998 obtiene el Premio de Poesía Tomás Morales con su poemario Sillas.
A partir del año 2000, su escritura toma un nuevo rumbo, en busca de una expresión más libre y personal, en un ejercicio de escritura continuada y abundante, al tiempo que muy cuidada en su rigor expresivo. José María Millares reúne esa poesía en series sucesivas, de las cuales ha dado a la imprenta, hasta ahora: Cuartos y Celdas (2007). Debe reseñarse el ensayo de fusión entre escritura y representación plástica, del cual el poeta ha recogido una muestra en el volumen titulado Paremias y otros poemas (2006).
Su trayectoria personal y su larga y abundante labor poética le han hecho acreedor del Premio Canarias de Literatura (2009).
Falleció en Las Palmas de Gran Canaria a primeras horas de la mañana del 8 de septiembre de 2009, víctima de una larga enfermedad.
El 5 de octubre de 2010 recibe póstumamente el premio Nacional de Poesía por su obra Cuadernos, 2000-2009 (2009).
A pesar de ser un poeta enormemente prolífico (publicó 27 poemarios originales, 18 de los cuales vieron la luz en sus últimos veinte años de vida), en la actualidad la obra inédita de Millares Sall supera con creces a la que dejó publicada en vida.

## Obra poética

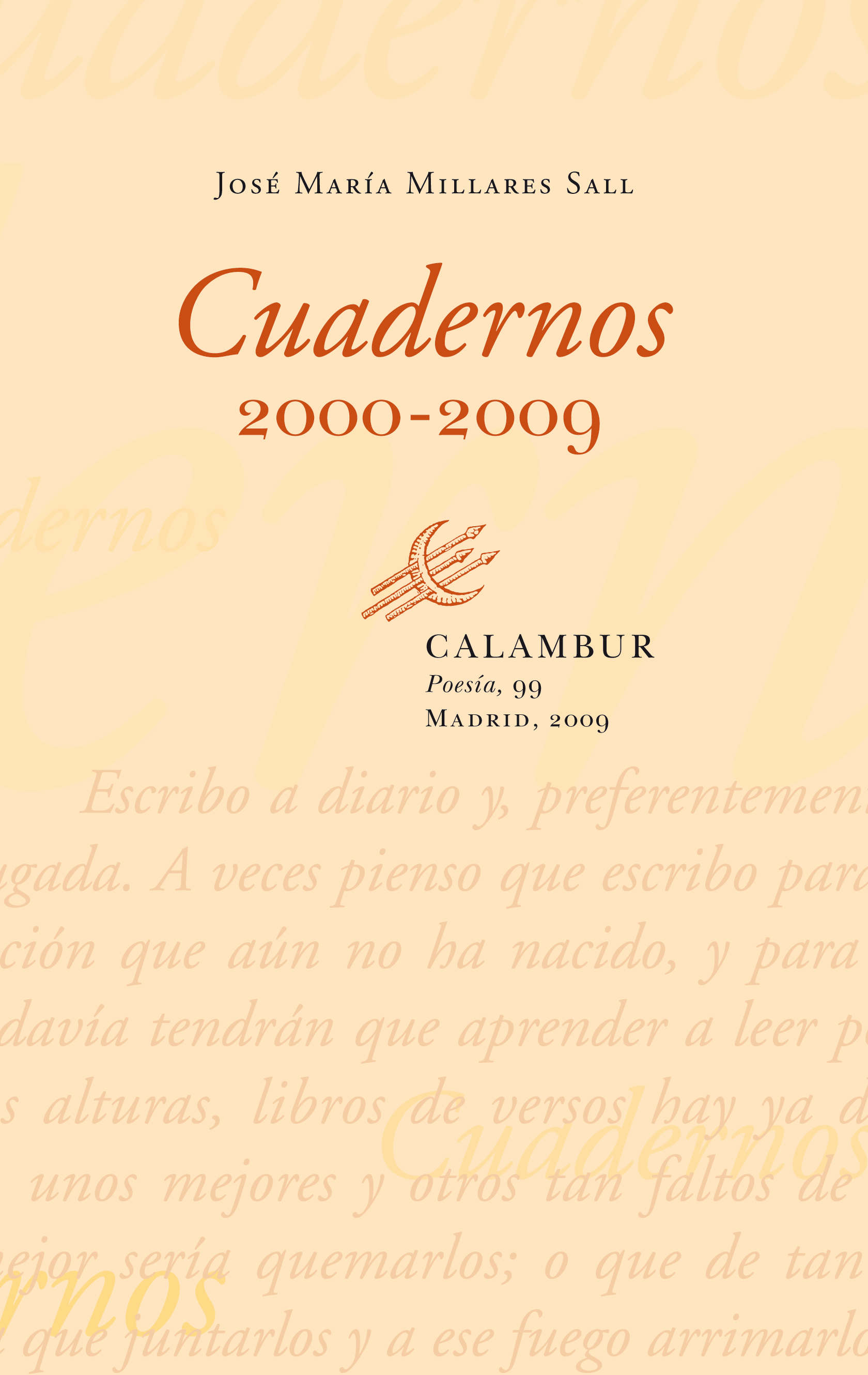
Cuadernos (2000-2009) de José María Millares Sall

- A los cuatro vientos (1946). Cuadernos de Poesía y Crítica. Las Palmas.
- Canto a la Tierra (1946). Cuadernos de Poesía y Crítica. Las Palmas.
- Liverpool (1949). Planas de Poesía. Las Palmas. Reeditada por Calambur. Madrid, 2008 ISBN 978-84-8359-047-8.
- Ronda de Luces (1950). Planas de Poesía. Las Palmas.
- Manifestación de la paz (1951). Planas de Poesía. Las Palmas.
- Aire y humo (1966). Separata Revista Millares. Las Palmas.
- Ritmos alucinantes (1974). Planas de Poesía. Las Palmas. Dep. Leg. GC 707.
- Hago mía la luz (1977). Taller de Ediciones. Madrid.  ISBN 84-7330-053-X.
- Los aromas del humo (1988). Caja Insular de Ahorros. Las Palmas.  ISBN  84 7580 531 0.
- En las manos del aire (1989). Sociedad Española de Amigos del País. Las Palmas.  ISBN 84-404-4144-4.
- Los espacios soñados (1989). Viceconsejería de Cultura. Islas Canarias. ISBN 84-87137-22-9.
- Manifestación de paz (1990). Col. Alegranza. Las Palmas. ISBN 84-404-6765-6.
- Los párpados de la noche (1990). Caja Insular de Ahorros. Las Palmas. ISBN 84-86127-61-0.
- Azotea marina (1995). Excmo. Ayuntamiento de Las Palmas. Las Palmas. ISBN 84-88979-07-X.
- Paso y seguido (1996). Excmo. Ayuntamiento de Las Palmas. Las Palmas. ISBN 84-88979-15-0.
- Blanca es la sombra del jazmín (1996). CajaCanarias/Ediciones La Palma. Tenerife/Madrid. ISBN 84-87417-84-1.
- Escrito para dos (1997). Excmo. Ayuntamiento de Las Palmas. Las Palmas. ISBN 84-88979-21-5.
- Objetos (1998). Col. Ultramarino. Las Palmas. ISBN 84-95133-00-8.
- Pájaros sin playa (1999). Excmo. Ayuntamiento de Las Palmas. Las Palmas. ISBN 84-88979-31-2.
- Sillas (1999). Cabildo Insular de Gran Canaria. Las Palmas. ISBN 84-8103-212-3. Premio de Poesía Tomás Morales 1998.
- Regreso a la luz (2000). Col. Ágape. Las Palmas. ISBN 84-923783-5-2.
- Paremias y otros poemas (2006). Fundación MAPFRE/Guanarteme. Tenerife. ISBN 84-88779-52-6.
- Memoria viva (2006). Cabildo Insular de Gran Canaria. Las Palmas. Dep. Legal 147/2006.
- Celdas (2007). Col. Ultramarino. Las Palmas. ISBN 84-95133-14-6.
- Cuartos (2007). Edirca. Las Palmas. ISBN 84-95133-14-8.
- Esa luz que nos quema (2009). Barataria. ISBN 978-84-95764-92-8.
- Cuadernos, 2000-2009 (2009). Calambur. Madrid. Premio Nacional de Poesía.
- Krak (2011). Calambur. Madrid.
- No-Haiku (2014). Calambur. Madrid